# Brie (Ille-et-Vilaine)
Brie (bret. Brev) – miejscowość i gmina we Francji, w regionie Bretania, w departamencie Ille-et-Vilaine.
Według danych na rok 1990 gminę zamieszkiwało 576 osób, a gęstość zaludnienia wynosiła 42 osoby/km² (wśród 1269 gmin Bretanii Brie plasuje się na 791. miejscu pod względem liczby ludności, natomiast pod względem powierzchni na miejscu 712.).